# Tennistoernooi van Dubai 2017
Het tennistoernooi van Dubai van 2017 werd van 20 februari tot en met 4 maart 2017 gespeeld op de hardcourt-buitenbanen van het Aviation Club Tennis Centre in Dubai, de hoofdstad van het gelijknamige emiraat in de Verenigde Arabische Emiraten. De officiële naam van het toernooi was Duty Free Tennis Championships.
Het toernooi bestond uit twee delen:
- WTA-toernooi van Dubai 2017, het toernooi voor de vrouwen, van 20 tot en met 25 februari 2017
- ATP-toernooi van Dubai 2017, het toernooi voor de mannen, van 27 februari tot en met 4 maart 2017

| WTA               | februari 2017 | februari 2017 | februari 2017 | februari 2017 | februari 2017 | februari 2017 |
| WTA               | maa 20        | din 21        | woe 22        | don 23        | vrĳ 24        | zat 25        |
| ----------------- | ------------- | ------------- | ------------- | ------------- | ------------- | ------------- |
| vrouwenenkelspel  | 1e ronde      | 1e ronde      | 2e ronde      | kwartfinale   | halve finale  | finale        |
| vrouwendubbelspel | 1e ronde      | 1e ronde      | 2e ronde      | 2e ronde      | halve finale  | finale        |

| ATP              | februari 2017 | februari 2017 | maart 2017 | maart 2017  | maart 2017   | maart 2017 |
| ATP              | maa 27        | din 28        | woe 1      | don 2       | vrĳ 3        | zat 4      |
| ---------------- | ------------- | ------------- | ---------- | ----------- | ------------ | ---------- |
| mannenenkelspel  | 1e ronde      | 1e ronde      | 2e ronde   | kwartfinale | halve finale | finale     |
| mannendubbelspel | 1e ronde      | 1e ronde      | 2e ronde   | 2e ronde    | halve finale | finale     |

ATP-toernooi van Dubai – WTA-toernooi van Dubai

2001 · 2002 · 2003 · 2004 · 2005 · 2006 · 2007 · 2008 · 2009 · 2010 · 2011 · 2012 · 2013 · 2014 · 2015 · 2016 · 2017 · 2018 · 2019 · 2020 · 2021 · 2022 · 2023 · 2024 · 2025